# 손수호
손수호(1990년 11월 12일~)는 대한민국의 성우로, 2015년 CJ ENM 성우극회 공채 9기로 입사했다. 

## 주요 출연작품

### 애니메이션
- 원피스 - 어린 에이스 / 브랜뉴
- 나루토 질풍전 - 코무시 / 바루
- 트랜스포머 어드벤처 - 벡터 프라임 / 에어레이저 / 옥토펀치
- 요괴워치 - 톰냥
- 요괴워치 섀도우 사이드 - 삼식이 / 삼두스네이크
- 안녕! 보노보노 - 꼬불이, 오소리 아빠, 로키 아저씨, 토끼 아저씨
- 안녕 자두야(SBS)
- 내 친구 코리리
- 헬로 카봇 젬(SBS) - 스터번
- 명탐정 코난: 순흑의 악몽 - 심재형
- 명탐정 코난: 진홍의 연가
- 명탐정 코난: 제로의 집행인 - 심재형
- 베이블레이드 버스트 - 앵커
- 조이드 와일드 (대원방송) - 솔트
- 신비아파트: 고스트볼의 비밀 (투니버스) - 팬텀 토르소, 치돈귀, 환마귀(유미아빠), 라바나브 외 각종 단역
- 신비아파트: 고스트볼X의 탄생 (투니버스) - 레오(케르베로스), 가은 아빠
- 신비아파트 고스트볼 더블X: 6개의 예언 (투니버스) - 병원장
- 레인보우 루비 - 슬로우
- 디지몬 어드벤처:(대원방송) - 텐토몬, 카부테리몬, 아트라카부테리몬, 헤라클레스카부테리몬

### 게임
- 쿠키런: 킹덤 - 바람궁수 쿠키
- 라이브러리 오브 루이나 - 롤랑
- 테일즈런너 - 시오넬

### 극장판 애니메이션
- 원피스 스페셜: 에피소드 오브 사보(투니버스) - 글라디우스 / 켈리 펑크
- 원피스 필름 골드 - 롱 선장
- 원피스 스페셜: 에피소드 오브 이스트블루 - 클리크 / 츄
- 짱구는 못말려 극장판: 습격!! 외계인 덩덩이 - 모르디다
- 극장판 요괴워치: 탄생의 비밀이다냥! - 왕대쪽
- 극장판 요괴워치: 염라대왕과 5개의 이야기다냥! - 묘왕
- 극장판 요괴워치: 하늘을 나는 고래와 더블세계다냥! - 아나운서
- 극장판 요괴워치: 섀도우 사이드 도깨비 왕의 부활 - 삼식이 / 삼두스네이크
- 극장판 공룡메카드: 타이니소어의 섬 - 메가트리케라

### 외화
- 변호사 쉬헐크 - 맷 머독 / 데어데블(찰리 콕스)

### 특촬물
- 미라클 멜로디 (투니버스) - 담임 선생님, 토끼 씨
- 퓨어엔젤 미라클 매직 (투니버스) - 영어교사
- 파워레인저 붐붐포스 (대원방송) - 안테나 고마